# Szubin
Szubin [ˈʂubin] (en alemán: Schubin) es una ciudad en el condado de Nakło, Voivodato de Cuyavia y Pomerania, Polonia, ubicada al suroeste de Bydgoszcz. Tiene una población de alrededor de 9.300 habitantes. Se encuentra en la región etnocultural de Pałuki.

## Historia

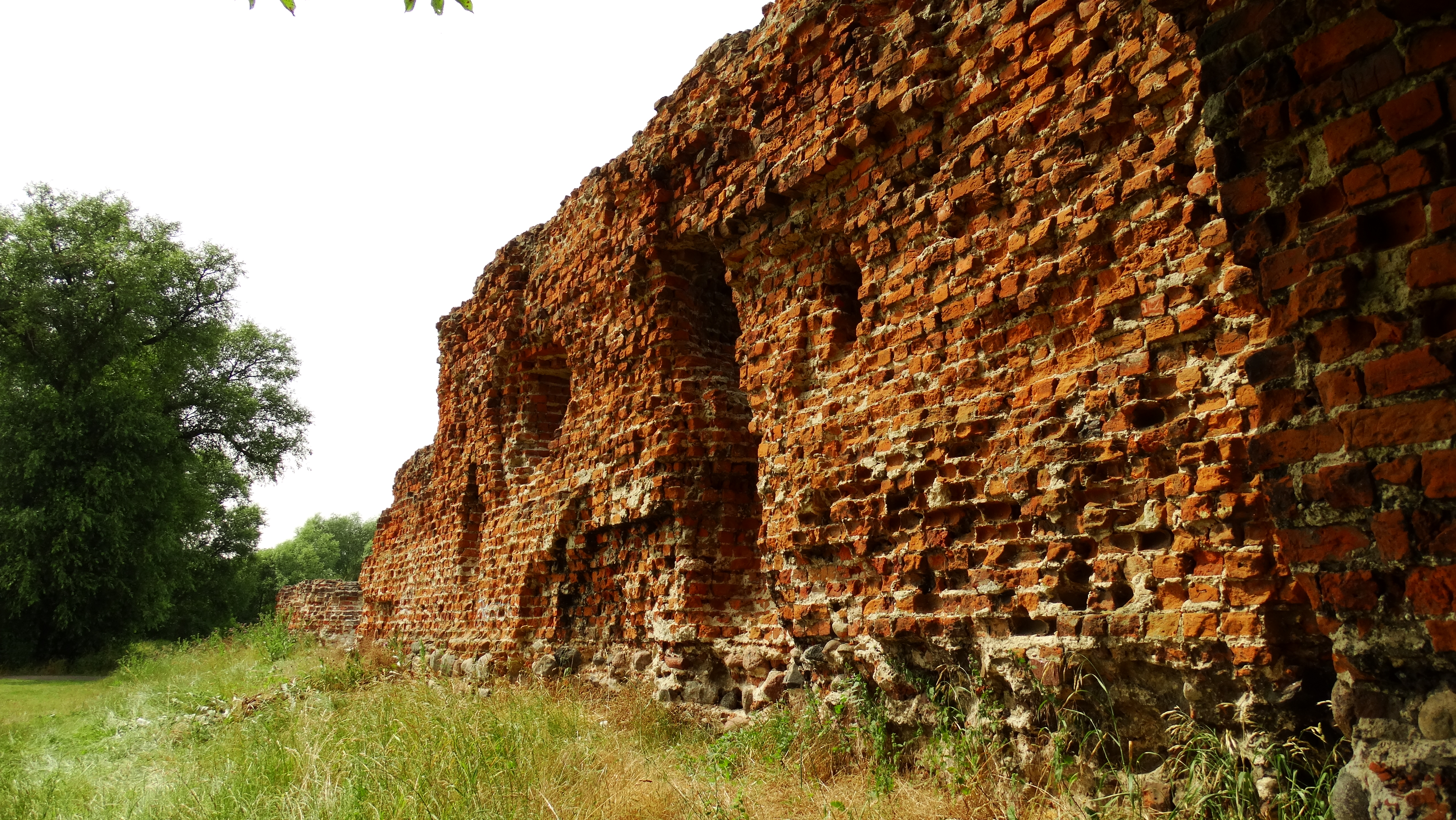
Restos del antiguo castillo

En 1365 se registró el primer registro de un asentamiento junto al castillo de la familia Pałuka. Se convirtió en ciudad en 1434. Szubin era una ciudad privada de la nobleza polaca, incluidas las familias Mycielski y Opaliński, ubicada administrativamente en el condado de Kcynia en el voivodato de Kalisz en la provincia de Gran Polonia de la corona polaca. Se le concedieron nuevos privilegios en 1645 y 1750.
En el año de 1773, esta localidad fue anexada por Prusia durante las Particiones de Polonia. En 1783, la ciudad tenía una población de 1.170 habitantes, de los cuales 936 (80%) eran polacos, 154 (13%) alemanes y 80 (7%) judíos. En 1807, fue recuperada por los polacos e incluida en el efímero ducado polaco de Varsovia, ubicado administrativamente dentro de su departamento de Bydgoszcz. Después de la disolución del ducado, Prusia lo volvió a anexar en 1815 y desde 1871 hasta 1919 formó parte de Alemania y fue conocido en alemán como Schubin. Administrativamente, Schubin era la capital del distrito de Schubin en la región de Bromberg de la provincia prusiana de Posen. La población local participó en las diversas insurrecciones que intentaron sin éxito recuperar la libertad en el siglo XIX. Para resistir las políticas de germanización, los polacos también fundaron varias organizaciones.
Finalizada la Primera Guerra Mundial, en 1918, Polonia recuperó la independencia y estalló el Levantamiento de la Gran Polonia, cuyo objetivo era reintegrar la región con el renacido estado polaco. El 3 de enero de 1919, la ciudad fue recuperada por los Grenzschutz alemanes, y luego Alemania concentró fuerzas significativas en la ciudad y llevó a cabo arrestos masivos de polacos locales, que luego fueron deportados a Bydgoszcz (Bromberg), Szczecin (Stettin) y Goleniów ( Gollnow). El 8 de enero de 1919, los insurgentes polacos intentaron sin éxito recuperar la ciudad, sin embargo, la siguiente batalla de Szubin del 11 al 12 de enero terminó con la victoria polaca, y la ciudad finalmente pasó a formar parte de la Segunda República Polaca.

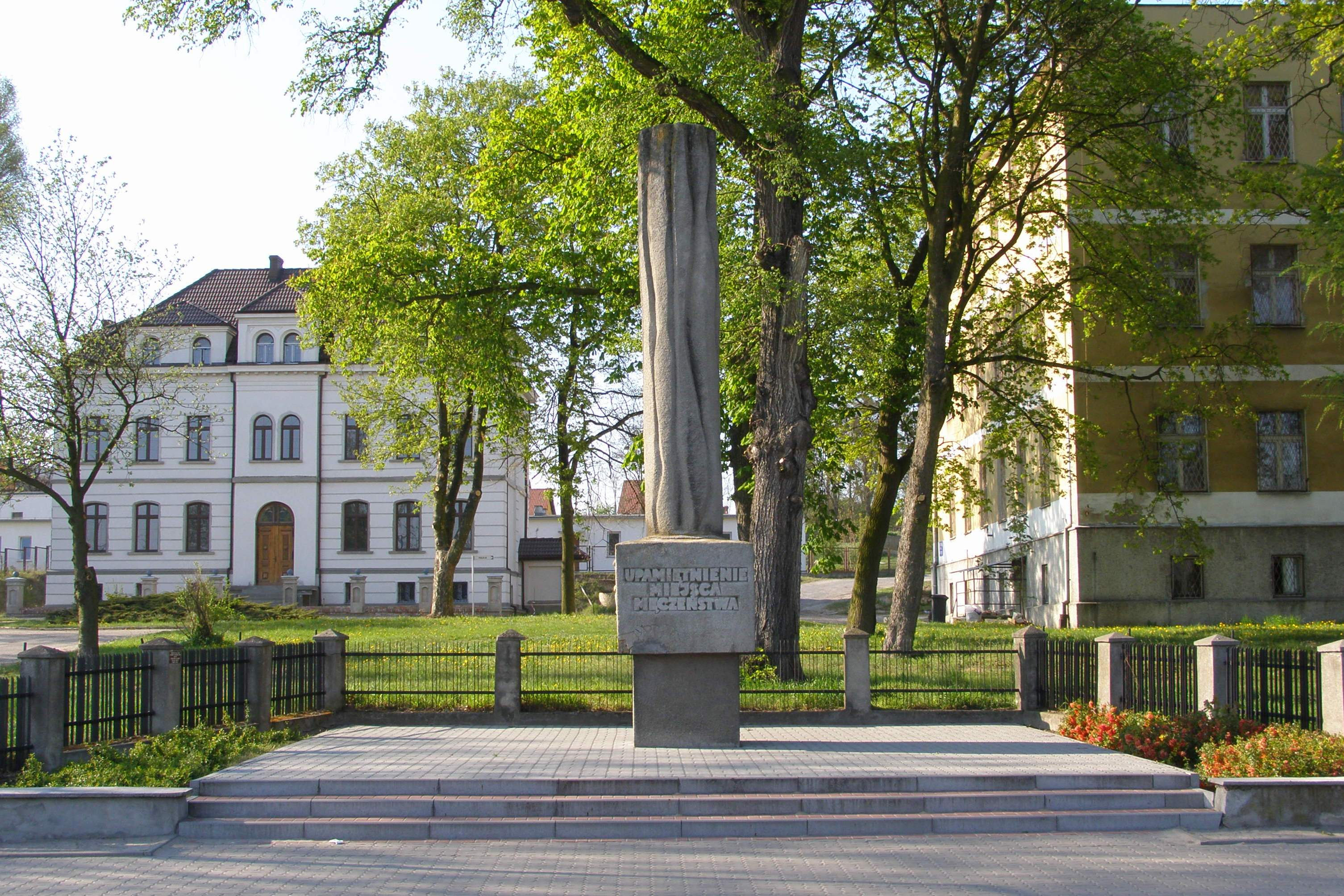
Monumento a los presos Oflag XXI-B y Oflag 64

Durante la invasión de Polonia, que dio inicio a la Segunda Guerra Mundial, en septiembre de 1939, la ciudad fue rápidamente ocupada por tropas alemanas y directamente anexada a la Alemania nazi como parte de la región recién establecida llamada Warthegau. En septiembre y octubre de 1939, los alemanes establecieron un campo de internamiento para civiles polacos, en su mayoría intelectuales arrestados durante la Intelligenzaktion, y un campo de prisioneros de guerra para soldados polacos capturados (Stalag XXI-B). Szubin fue uno de los sitios de ejecuciones de polacos, llevadas a cabo por los alemanes como parte de la Intelligenzaktion. En diciembre de 1939 y enero de 1940, los alemanes expulsaron a 1.280 y 780 polacos respectivamente, incluidos activistas, veteranos del Levantamiento de la Gran Polonia, familias de profesores, funcionarios locales y propietarios de tiendas, talleres y mejores casas, que luego fueron entregados a los colonos alemanes, como parte de la política Lebensraum. En 1940, la escuela de niños en la ciudad fue rodeada por cercas de alambre de púas y se agregaron cabañas de concreto adicionales, para que pudiera convertirse en un campo de prisioneros de guerra (Oflag XXI-B) para oficiales aliados no estadounidenses; a su vez, el campo de prisioneros de guerra Stalag XXI-B fue reubicado al pueblo cercano de Tur. En 1943, el objetivo del campamento cambió para servir de campamento de reclusión solo de oficiales estadounidenses, asignado Oflag 64. En la ciudad operó también una prisión nazi. Szubin volvió a soberanía polaca después de ser liberada por las tropas soviéticas el 21 de enero de 1945.

## Deportes
El club de fútbol local es el Szubinianka Szubin. Este compite en las ligas inferiores.

## Residentes notables
- Moisés Mielziner (1828-1903), rabino
- Friedrich-Wilhelm von Chappuis (1886-1942), general
- Ryszard Musielak (nacido en 1950), líder sindical
- Jarosław Godek (nacido en 1981), remero